# Ватикано (Болоња)
Ватикано (итал. Vaticano) је насеље у Италији у округу Болоња, региону Емилија-Ромања.
Према процени из 2011. у насељу је живело 50 становника. Насеље се налази на надморској висини од 10 м.